# Brzeźnio (plaats)
Brzeźnio is een dorp in het Poolse woiwodschap Łódź, in het district Sieradzki. De plaats maakt deel uit van de gemeente Brzeźnio en telt 670 inwoners.